# Gongoryzm
Gongoryzm (kultyzm) – kierunek w barokowej poezji hiszpańskiej XVII wieku. Odmiana konceptyzmu. Jego cechą charakterystyczną była zawiła konstrukcja i wyszukany, kwiecisty styl. Nazwa gongoryzm pochodzi od nazwiska poety Luisa de Góngora y Argote.
Pokrewne style w literaturze barokowej innych krajów europejskich to marinizm we Włoszech (od nazwiska poety Giambattista Marino) oraz eufuizm w Anglii (od poematu Euphues Johna Lyly’ego).